# McTrek

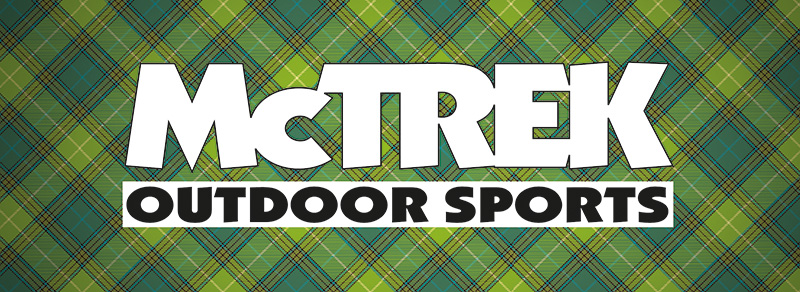
Logo der Marke McTREK Outdoor Sports

Die Yeah AG (Eigenschreibweise YEAH! AG) war ein Unternehmen mit Sitz in Bruchköbel, das seinen Umsatz unter der Marke McTrek Outdoor Sports (Eigenschreibweise McTREK Outdoor Sports) erzielte. Deutschlandweit wurden in 43 McTrek-Outdoor-Sports-Läden Funktionsbekleidung und Ausrüstung für den Outdoorsport verkauft; darüber hinaus wurde ein Online-Shop betrieben.

## Unternehmensgeschichte
Die McTrek der Outdoorschotte GmbH wurde 1995 von Ulrich Dausien und Heiko Stoll gegründet. Das anfängliche Kerngeschäft bestand im Verkauf von Restposten sowie Zweite-Wahl-Produkten aus den Bereichen Outdoor-Bekleidung und Outdoor-Ausrüstung. Im Zeitraum von 1995 bis 2001 wurden Filialen in Köln, Düsseldorf, Offenbach am Main, Mannheim, Berlin, Göttingen, Bremen, Idstein, Montabaur und Essen eröffnet. 1998 wurde der McTrek-Online-Shop gestartet.
Am 1. Januar 2001 erfolgte die Fusion der McTrek der Outdoorschotte GmbH, der Sine GmbH, der Our Planet GmbH und der Bicycles Räder AG zur Yeah AG. Damit wurde McTrek Outdoor Sports zu einer Marke der Yeah AG.
Aufgrund schlechter Geschäftsergebnisse aus dem Geschäftsbereich „Bicycles“ (Räder und Radsportzubehör) drohte 2002 die Yeah AG und somit auch McTrek in die Insolvenz abzurutschen. Mit dem Verkauf des Versands, des Online-Shops und der meisten Bicycles-Filialen Ende 2002 an die B.O.C. GmbH in Hamburg erfolgte die Rückbesinnung auf das Geschäft mit Outdoorsportartikeln. Nachdem ab 2005 sämtliche ehemaligen Bicycles-Filialen geschlossen worden waren, betrieb die Yeah AG zeitweise nur noch ein Outdoorfachgeschäft mit dem Namen Sine in Frankfurt und eine ab 2005 wachsende Zahl von McTrek Outdoor Sports Geschäften.
2006 erfolgt die Umbenennung der Geschäfte unter dem Markennamen McTrek „Der Outdoorschotte“ in die bis heute verwendete Bezeichnung „McTrek Outdoor Sports“.
2011 machte die Yeah AG einen Umsatz von 26,2 Mio. Euro, 2013 einen Umsatz von 30,5 Mio. Euro. 2014 stieg der Umsatz auf 41,5 Mio. Euro und 2015 auf 47 Mio. Euro. 2012 wurden 23 und 2013 26 eigene Filialen der Marke McTrek betrieben.
2014 wurde der erste McTrek-Smartshop eröffnet, in welchem das gesamte McTrek-Online-Sortiment durch in die Ladeneinrichtung integrierte Multimedia-Geräte zugänglich gemacht wird.
2017 existieren bundesweit 39 Filialen. Das Sortiment umfasst rund 10.000 Produkte von mehr als 250 Herstellern. Im August des Jahres 2017 Jahr wurde bekannt, dass die Yeah AG vom belgischen Outdoor-Händler A.S. Adventure zu 95 % übernommen wurde.
Am 2. April 2020 meldete die Yeah AG Insolvenz an.
Am 9. Juni 2020 wurde die Yeah! AG aufgrund der Eröffnung des Insolvenzverfahrens aufgelöst.
Die Marke McTrek wurde im Anschluss durch den Münchner Finanzinvestor GA Europe und die CM Solutions GmbH weitergeführt, die die Waren der insolventen Yeah! AG übernommen haben.
Am 9. April 2022 hat die Zeitfracht-Gruppe die Marke übernommen. Im Februar 2023 wurde bekannt, dass McTrek im Rahmen eines Management-Buy-Outs von der CM.Solutions GmbH um Geschäftsführer Christian Müller übernommen wird. Ende Mai 2023 wurden von der McTrek Retail GmbH noch 18 Filialen und der Online-Shop betrieben. Am 11. März 2024 meldete die McTrek Retail GmbH Insolvenz an. Da kein Investor gefunden werden konnte, wurde der Geschäftsbetrieb aller zuletzt noch elf offenen Standorte zum 1. Mai 2024 eingestellt.